# Myrmotilla lucasiella
Myrmotilla lucasiella (лат.) — вид ос-немок из подсемейства Myrmillinae.

## Описание
Северная Африка. У самцов 13-члениковые усики, у самок — 12-члениковые. Самка осы пробирается в чужое гнездо и откладывает яйца на личинок хозяина, которыми кормятся их собственные личинки.

## Систематика
Относится к подсемейству Myrmillinae Bischoff, 1920.
- Myrmotilla lucasiella Lelej, 2002 — Северная Африка: Алжир, Тунис
  - =Mutilla lucasi Sichel et Radoszkowski, 1870 (Mutilla, nom. praeocc., non Smith, 1855)